# 로버트 뮬러
로버트 스완 뮬러 3세(영어: Robert Swan Mueller III, 1944년 8월 7일~)는 2001년부터 2013년까지 연방수사국(FBI)의 제6대 국장을 지낸 미국의 변호사이다.
프린스턴 대학교와 뉴욕 대학교를 졸업한 뮬러는 베트남 전쟁 동안 미국 해병대 장교로 복무하며 영웅성과 퍼플 하트 훈장으로 동성훈장을 받았다. 그는 그 후 버지니아 대학교 법학대학원에 다녔다. 뮬러는 워싱턴 D.C.에 등록된 공화당원이며, 조지 H. W. 부시, 빌 클린턴, 조지 W. 부시, 그리고 버락 오바마 대통령에 의해 상원에서 확정된 직책에 임명되고 다시 임명되었다.
뮬러는 정부와 민간 업무 모두에서 근무했다. 그는 미국 변호사 보좌관, 미국 변호사, 미국 형사부 법무관, 워싱턴 D.C.의 살인 사건 검사, 미국 법무법인 윌머 헤일의 파트너이자 FBI 국장이다.
2017년 5월 17일, 뮬러는 로드 로젠스타인 법무차관에 의해 2016년 미국 대통령 선거에 대한 러시아의 간섭 의혹 및 관련 사항에 대한 수사를 감독하는 특별 검사로 임명되었다. 그는 2019년 3월 22일 윌리엄 바 법무장관에게 보고서를 제출했다. 4월 18일, 법무부는 그것을 발표했다. 5월 29일, 그는 자리를 사임했고 특검 사무실은 문을 닫았다.